# M110 (САУ)
M110 (англ. M110 howitzer) — американська 203-мм самохідна гаубиця, що перебувала на озброєнні артилерії армії та морської піхоти США, а також артилерійських підрозділів армій деяких країн світу у 1960—1990 роки. Збройні сили окремих держав продовжують використовувати M110 і на початку XXI століття.
Розробка M110 здійснювалася в 1956—1961 роках за замовленням армії США компанією Pacific Car & Foundry, як транспортабельна повітрям самохідна артилерійська система, разом з низкою пов'язаних машин, до яких входили також 175-мм M107, що відрізнялася від M110 лише частиною гармати, що хитається, 155-мм самохідна гармата T245 (не пішла в серію), неброньовану ремонтно-евакуаційну машину T119 і броньовану ремонтно-евакуаційну машину T120. Базою для перелічених вище самохідних артилерійських систем стало універсальне гусеничне шасі T249, створене з метою підвищення рухливості, збільшення дальності дії, забезпечення авіатранспортабельності й уніфікації бази самохідної артилерії великої потужності.
M110 надходила на озброєння корпусної артилерії армії та корпусу морської піхоти США і активно застосовувалася ними у В'єтнамській війні. M110 також поставлялася на експорт, і була на озброєнні щонайменше десятка інших країн. Активно використовувалася країнами на Близькому Сході: Іраном у конфлікті з Іраком, Ізраїлем у війнах на виснаження, Судного дня та Ліванській.

## Конструкція

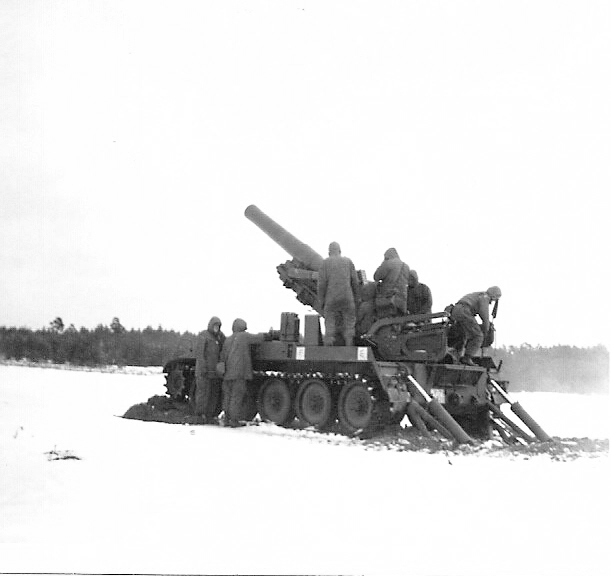
Артилерійський підрозділ M110 німецької армії на стрільбах. Зима 1970—1971

M110 має компонування з розміщенням силової установки в передній частині броньованого корпусу. Трансмісійне відділення розташовувалося в лобовій частині корпусу, моторне — праворуч та відділення управління — ліворуч за ним. Бойове відділення відкритого типу займає центральну та кормову частини корпусу. Екіпаж установки становить тринадцять осіб: командир, механіка-водій, три навідники й вісім заряджаючих. Крім механіка-водія, в САУ малися місця тільки для чотирьох членів екіпажу: двох навідників і одного заряджаючого, що розміщувалися по бортах бойового відділення. Решта членів екіпажу на марші перевозилася бронетранспортером M548, який одночасно служив для перевезення боєприпасів, оскільки возимий боєкомплект САУ М110 складався всього з двох готових до стрільби пострілів.

### Корпус
Броньовий корпус зварювався з листів сталевої броні диференційованої товщини й поділявся на відділення перегородками. Лобова та бортова броня мала 13 мм листи, дах також захищався 13 мм бронелистами. Корпус забезпечував захист тільки від куль стрілецької зброї.

### Силова установка

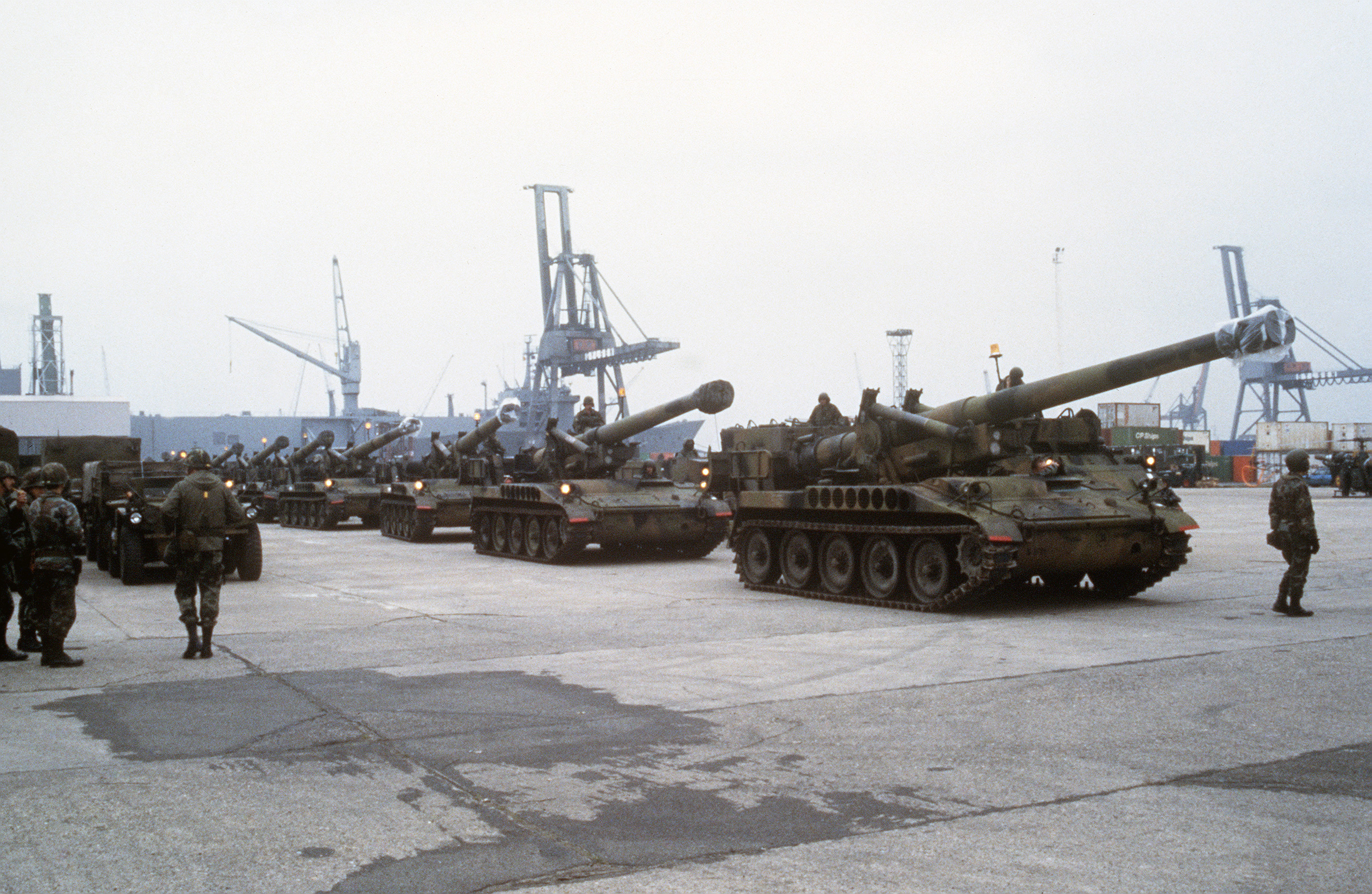
Артилерійський підрозділ M110 американської армії в порту Антверпена. 11 вересня 1984

M110 оснащувалися V-подібним 8-циліндровим двотактним дизельним двигуном «Детройт Дизель» 8V-1T рідинного охолодження з турбонаддуванням. Максимальна потужність двигуна 405 к.с. при 2300 об/хв. При русі по дорогах з твердим покриттям максимальна швидкість САУ досягала 55 км/год. САУ М110 долала підйоми до 31 °, рови шириною до 2,3 метра, броди глибиною до 1,2 метра, та вертикальні стінки висотою до 1 метра.
Гідромеханічна автоматична трансмісія «Еллісон» XTG-411-2А забезпечувала чотири швидкості ходу вперед і дві назад. Паливний бак знаходився в кормовій частині корпусу.
Ходова частина включала на один борт п'ять обгумованих опорних котків великого діаметра з індивідуальною торсіонною підвіскою й гідравлічними амортизаторами на кожному вузлі підвіски. Для збільшення опорної поверхні спрямовуючим колесом служить задній опорний коток. Провідне колесо — переднього розташування. Гусениця — гумовометалева зі знімними гумовими черевиками. Жорсткість підвіски регулюється з місця механіка-водія шляхом зміни жорсткості амортизаторів, з їх же допомогою підвіска самохідки блокується на вогневій позиції. Стрільба ведеться з використанням двох великих відкидних кормових сошників з гідравлічним приводом. За необхідності сошники можна було використовувати як бульдозерний відвал при обладнанні позиції.

### Озброєння
Основою артилерійського озброєння M110 була 203,2-мм (восьмидюймова) гаубиця М115 на тумбовій установці M158. Довжина ствола гармати становила 25,3 калібри. Швидкострільність становила до 1 пострілу на хвилину. Противідкатні пристрої гармати — гідропневматичні, врівноважуючий механізм — пневматичний.
Гаубиця має механізм заряджання (підйомник і досилач) з гідравлічним приводом, що працює від загальної гідравлічної системи машини, проте за необхідністю, заряджання може здійснюватися і вручну. Час переведення з похідного положення в бойове становить близько 1 хвилини. У горизонтальній площині ствол гаубиці наводився в секторі ± 30 ° відносно поздовжньої осі САУ, у вертикальній — максимально 65°, кут нахилу -2°.
Наведення гаубиці на ціль проводиться за допомогою панорамного прицілу M115. Механізми наведення гаубиці забезпечені гідравлічним і ручним приводами.
До боєкомплекту гаубиці входили постріли роздільного заряджання. Основним боєприпасом був осколково-фугасний снаряд M106. Маса снаряда становила 90,7 кг, початкова швидкість польоту — 594 м/с. Дальність стрільби — 16 926 метрів. Два постріли боєкомплекту могли перевозитися на самій САУ, інші — на допоміжному вантажному транспортері M548 (створений на базі БТР M113), а пізніше — транспортно-заряджаючій машині M992.
Також для стрільби міг використовуватися атомний снаряд W-33 калібру 203 мм потужністю 2 кт.

## Модифікації
1976 році була створена нова модернізована версія самохідної гаубиці, яка отримала позначення M110A1. Вона відрізнялася наявністю нової гаубиці M201 c істотно збільшеною довжиною ствола — до 39,5 калібрів. Також були збільшені розміри й обсяг зарядної камери. В результаті виконаних робіт були поліпшені балістичні характеристики зброї, зокрема максимальна дальність ведення вогню при стрільбі звичайними осколково-фугасними снарядами зросла до 24 300 метрів, а при використанні активно-реактивних снарядів — до 29 100 метрів. Також були удосконалені противідкотні пристрої САУ і механізми, що полегшували процес заряджання. У боєкомплект M110A1 входили осколково-фугасні снаряди, в тому числі активно-реактивні, касетні, хімічні та ядерні боєприпаси, що істотно розширювало бойові можливості САУ.
1978 році вийшла чергова версія самохідної гаубиці — M110A2. Вона відрізнялася появою на стволі гармати високоефективного двокамерного дулового гальма і включенням до боєкомплекту потужнішого бойового заряду (дев'ятого), отже на M110A1 максимальне число зарядів дорівнювало восьми. Разом з гаубицею міг використовуватися останній зі створених в США атомних снарядів. Це був 203-мм снаряд W-79, створений в 1976 році, його потужність сягала до 1,1 кт.
До 1992 року на озброєнні американської армії перебувало 550 снарядів даного типу.

## Бойові застосування
1963 році M110 була прийнята на озброєння артилерійських підрозділів армії США. Першого бойового досвіду застосування САУ M110 набули у В'єтнамі, де тривали затяті бої. На завершальному етапі Холодної війни в США за штатами 1986 року в кожній бронетанкової та механізованої дивізії був дивізіон важкої артилерії, який нараховував дві батареї 203-мм САУ M110A2 по 6 одиниць у кожній (всього 12 самохідних гаубиць) і одна батарея РСЗВ (9 одиниць).
Востаннє американці використовували 203-мм гаубиці M110 в бою в ході операцій «Щит пустелі» та «Буря в пустелі». Стрільбу вели артилерійські підрозділи морської піхоти та національної гвардії армії США. Одночасно цю ж артилерійську систему в Іраку використовувала артилерія британської армії.
У 1990-ті роки в деяких країнах, у тому числі в США і Великій Британії самохідні гаубиці M110 усіх модифікацій були зняті з озброєння, на зміну їм надійшли реактивні системи залпового вогню MLRS.

## Оператори

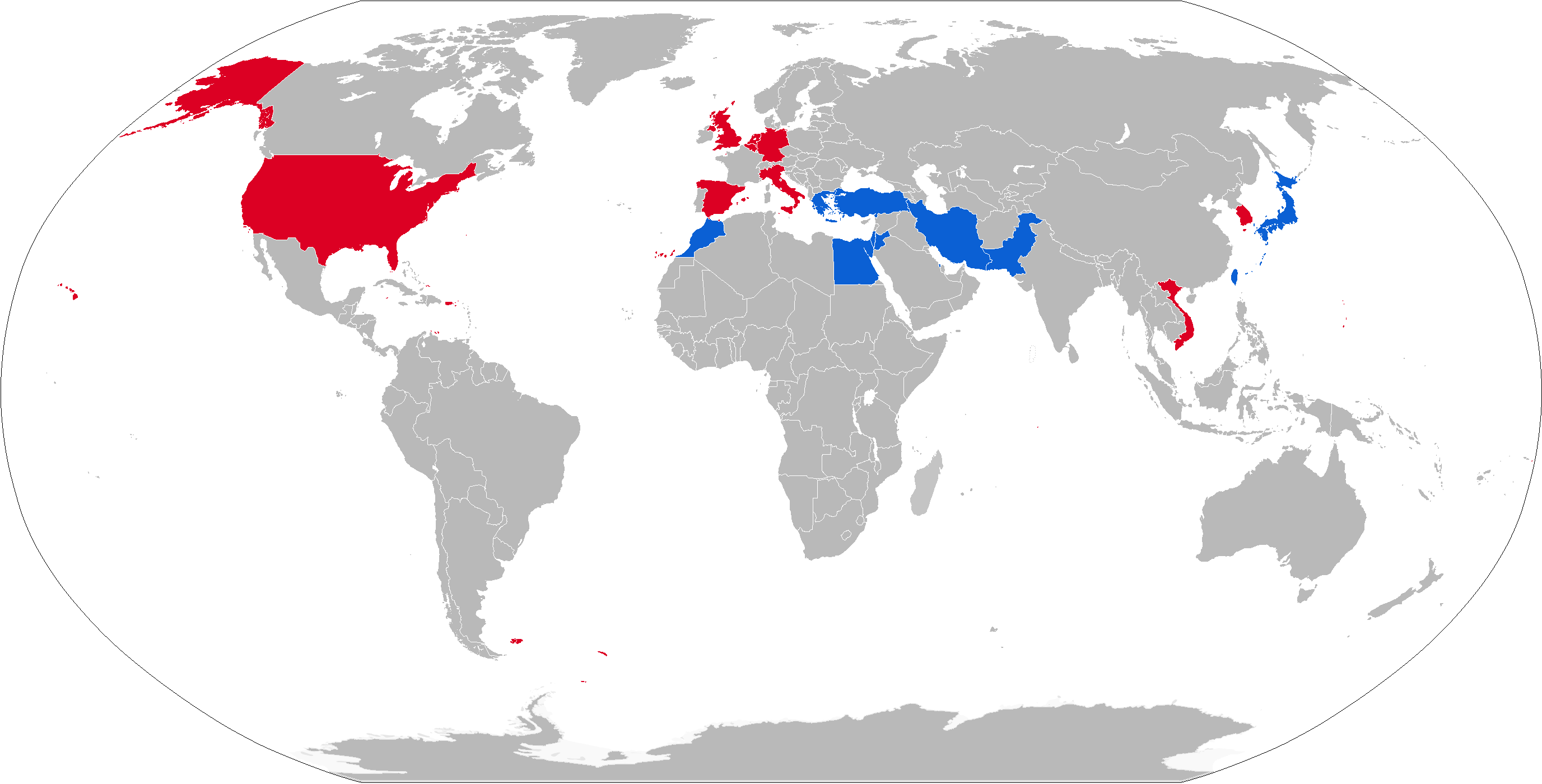
Країни-оператори M110.
Самохідні гаубиці M110 перебувають на озброєнні
Самохідні гаубиці M110 зняті з озброєння

### Поточні країни-експлуатанти
- Бахрейн: 38 M110A2 на озброєнні Королівської армії Бахрейну
- Греція: 145 на озброєнні Грецької армії
- Єгипет: 144 на озброєнні Сухопутних військ Єгипту
- Іран: 30 на озброєнні армії Ісламської республіки Іран
- Йорданія: 120 на озброєнні Збройних сил Йорданії
- Марокко: 60 на озброєнні Королівської армії Марокко
- Пакистан: 60 на озброєнні Сухопутних військ Пакистану
- Республіка Китай: 60 на озброєнні Сухопутних військ Тайваню
- Туреччина: 60 на озброєнні сухопутних військ Туреччини (замінюються на T-155 Fırtına)
- Японія: 219 на озброєнні сухопутних військ Японії

### Колишні країни-експлуатанти
- Бельгія
- Велика Британія
- Сухопутні війська Республіки В'єтнам
- Ізраїль
- Іспанія
- Італія
- Нідерланди
- Німеччина
- Південна Корея
- США